# Кемал Арда Гюрдал
Кемал Арда Гюрдал (тур. Kemal Arda Gürdal, 7 лютого 1990) — турецький плавець.
Учасник Олімпійських Ігор 2012 року.